# Limosina puncticorpoides
Limosina puncticorpoides är en tvåvingeart som beskrevs av Papp 1973. Limosina puncticorpoides ingår i släktet Limosina och familjen hoppflugor. Inga underarter finns listade i Catalogue of Life.